# Оршанец
Орша́нец (укр. Орша́нець) — посёлок в Черкасской городской общине Черкасского района Черкасской области Украины.
Здесь находится военный городок в/ч 9930 (учебный центр ГПСУ).

## Население
Население по переписи 2001 года составляло 795 человек.

### Языковой состав
Родной язык населения по данным переписи 2001 года:
| Язык       | Численность, чел. | Доля     |
| ---------- | ----------------- | -------- |
| Украинский | 660               | 83,02 %  |
| Русский    | 119               | 14,97 %  |
| Другое     | 16                | 2,01 %   |
| Итого      | 795               | 100,00 % |

## Местный совет
19601, м. Черкаси, бульв.Шевченка, 117  (укр.)